# Javier Chevantón
Ernesto Javier Chevantón Espinosa (Juan Lacaze, 12 augustus 1980) is een Uruguayaans voetballer. Hij speelt meestal in de spits. Zijn huidige club is Queens Park Rangers FC.

## Clubcarrière

### Danubio FC
Javier Chevantón begon zijn professionele voetbalcarrière bij de Uruguayaanse topclub Danubio FC. Bij Danubio kwam hij onder andere samen te spelen met zijn landgenoot en international Richard Núñez. In zijn eerste seizoen voor de club in het jaar 2000 verkeerde Chevantón al meteen in topvorm. Hij scoorde dat seizoen 33 keer in dertig wedstrijden. Chevantón had een record kunnen vestigen met het meeste aantal doelpunten in een seizoen, maar sinds een journalist hem daarop wees, wist hij dat seizoen niet meer te scoren. Hij zou daarna nog één seizoen voor de Uruguayanen blijven spelen, waarna hij vertrok naar Europa. In totaal speelde Javier Chevantón 57 wedstrijden voor Danubio, waarin hij 49 het net vond.

### U.S. Lecce
In de zomer van 2001 vertrok Javier Chevantón van Danubio naar de Italiaanse club US Lecce. Daar maakte hij zijn debuut in een van de grootste competities ter wereld, de Serie A. Ondanks een voortvarend seizoen voor Chevantón persoonlijk, hij scoorde twaalf doelpunten in 27 wedstrijden, verging het Lecce dat seizoen slecht. De club degradeerde van de Serie A naar de Serie B. Chevantón bleef bij Lecce en hielp ze het seizoen erop direct weer te promoveren naar de hoogste divisie van het Italiaanse voetbal. In 2004 vond hij het echter tijd naar een grotere club te vertrekken. In totaal speelde hij 92 wedstrijden voor Lecce, waarin hij 48 maal doel trof.

### AS Monaco
In de zomer van 2004 verliet Javier Chevantón Lecce en vertrok naar Frankrijk. Hij werd de nieuwe spits van AS Monaco. Daar werd hij de vervanger van de naar Real Madrid teruggekeerde Fernando Morientes. Het begin van Chevantón bij Monaco was onheilspellend. Door knieblessures stond hij veel aan de kant en kwam daardoor niet veel aan spelen toe. Hij zou dan ook maar twee seizoenen voor de club uitkomen. In totaal speelde Chevantón vijftig wedstrijden voor AS Monaco. Hij scoorde daarin twintig keer. In 2006 verliet hij Monaco voor een transfer naar Spanje.

### Sevilla FC
Net als bij Monaco begon het voor Chevantón niet goed bij Sevilla. Ook hier had hij te kampen met blessures. Toen hij echter weer fit was, was hij een belangrijke kracht voor de club in de UEFA Cup. Die trofee zouden ze uiteindelijk ook winnen. Ook scoorde hij in beide wedstrijden tegen de Spaanse topper Real Madrid dat seizoen. Chevantón werd in de terugronde van 2009-2010 uitgeleend aan Atalanta Bergamo.

### Terugkeer Lecce
In 2010 keerde hij terug naar zijn ex-club US Lecce waar hij in veertien wedstrijden twee keer scoorde. Ook speelde Chevanton één keer mee in een wedstrijd van het beloftenelftal van Lecce waarin hij twee maal scoorde. Een jaar later vertrok hij alweer bij Lecce en verhuisde terug naar Zuid-Amerika waar hij een contract tekende bij het Argentijnse CA Colón. In 2012 keerde hij terug naar Lecce, dat nu op het derde hoogste niveau speelt.

### Uitgeleend aan QPR
Eind september 2013 werd Chevantón uitgeleend aan Queens Park Rangers FC.

## Interlandcarrière
Chevantón maakte zijn debuut voor het nationale team van Uruguay op vrijdag 13 juli 2001 in de Copa América-wedstrijd tegen Bolivia. Hij nam in dat duel de enige treffer voor zijn rekening. Andere debutanten namens de Celeste in dat duel waren Pablo Lima (Danubio FC), Joe Bizera (Deportivo La Coruña), Jorge Anchén (Danubio FC), Sebastián Eguren (Montevideo Wanderers), Diego Pérez (Defensor Sporting Club), Carlos Morales (Deportivo Toluca) en Richard Morales (Club Nacional). Vanwege ruzies met de assistent-bondscoach kwam Chevantón niet vaak uit voor Uruguay.
| Interlanddoelpunten | Interlanddoelpunten | Interlanddoelpunten | Interlanddoelpunten  | Interlanddoelpunten | Interlanddoelpunten | Interlanddoelpunten | Interlanddoelpunten |
| #                   | Datum               | Locatie             | Wedstrijd            | Goal(s)             | Score               | Uitslag             | Wedstrijd           |
| ------------------- | ------------------- | ------------------- | -------------------- | ------------------- | ------------------- | ------------------- | ------------------- |
| 1                   | 13/07/2001          | Medellín            | Uruguay – Bolivia    | 63'                 | 1 – 0               | 1 – 0               | Copa América        |
| 2                   | 16/07/2003          | La Plata            | Argentinië – Uruguay | 6'                  | 1 – 1               | 2 – 2               | Oefeninterland      |
| 3                   | 07/09/2003          | Montevideo          | Uruguay – Bolivia    | 40'                 | 2 – 0               | 5 – 0               | WK-kwalificatie     |
| 4                   | 07/09/2003          | Montevideo          | Uruguay – Bolivia    | 60'                 | 3 – 0               | 5 – 0               | WK-kwalificatie     |
| 5                   | 10/09/2003          | Asunción            | Paraguay – Uruguay   | 23'                 | 0 – 1               | 4 – 1               | WK-kwalificatie     |
| 6                   | 15/11/2003          | Montevideo          | Uruguay – Chili      | 30'                 | 1 – 1               | 2 – 1               | WK-kwalificatie     |
| 7                   | 09/10/2004          | Buenos Aires        | Argentinië – Uruguay | 86' (pen.)          | 4 – 2               | 4 – 2               | WK-kwalificatie     |

## Erelijst
Lecce
Nummer 6 op de lijst van clubtopscorers aller tijden
 Sevilla FC
- Copa del Rey

2007
- Supercopa

2007
- UEFA Cup

2007